# Konstancja z Antiochii
Konstancja z Antiochii, fr. Constance de Hauteville (ur. 1127, zm. 1163) – księżna Antiochii od 1130 do 1163.
Konstancja była jedyną córką Boemunda II i Alicji, córki króla Baldwina II. Jej ojciec zmarł, kiedy miała zaledwie cztery lata – została wówczas księżną Antiochii. Początkowo w jej imieniu rządzili regenci: dziadek Baldwin II (1130–1131) oraz wuj Fulko Andegaweński (1131–1136). Jej matka Alicja nie chciała, by Konstancja została księżną, gdyż wolała rządzić Antiochią samodzielnie. Próbowała sprzymierzyć się z atabegiem Mosulu, muzułmaninem Zengim. Zaproponowała mu, że odda mu Konstancję za żonę, ale została wygnana przez Baldwina II z Antiochii i plan porzuciła. W 1135 ponownie próbowała przejąć kontrolę nad księstwem, tym razem chcąc wydać córkę za Manuela Komnena, ówczesnego następcę tronu Cesarstwa Bizantyńskiego. Fulko wygnał ją ponownie. W 1136 dziewięcioletnią Konstancję wydano za mąż za Rajmunda z Poitiers (1105–1149), który w tajemnicy przybył z Europy. Alicja była przekonana, że Rajmund ma zostać jej mężem, i, upokorzona, na zawsze opuściła Antiochię.
Z Rajmundem Konstancja miała czworo dzieci:
- Boemunda III, który w 1163, po jej śmierci przejął władzę w Antiochii
- Baldwina (ur. i zm. 1176)
- Marię z Antiochii (1145–1182), żonę bizantyjskiego cesarza Manuela I Komnena
- Filipę z Antiochii (ok. 1148–1178), kochankę bizantyjskiego cesarza Andronika I Komnena.

W 1149 Rajmund poległ w bitwie pod Inab. 
W 1153 Konstancja wyszła ponownie za mąż, za Renalda de Chatillon (1153–1160), późniejszego współwładcę Antiochii. Para miała jedynie córkę Agnieszkę de Châtillon (1154–1184), która poślubiła króla Węgier Belę III. Według Niketasa Choniatesa, bizantyjskiego historyka, Konstancja i Renald mieli jeszcze drugą córkę – Joannę – która prawdopodobnie była drugą żoną markiza Montferratu, Bonifacego I. 
W 1160 Renald trafił do niewoli i spędził szesnaście lat w więzieniu w Aleppo. Między Konstancją a jej synem narósł konflikt. Gdy Boemund osiągnął pełnoletniość, wygnał matkę z miasta i przejął władzę. 